# Kościół w Kirunie
Kościół w Kirunie (szw. Kiruna kyrka) – kościół szwedzkiego kościoła ewangelicko-luterańskiego znajdujący się w Kirunie, należący do parafii Jukkasjärvi (Jukkasjärvi församling) w diecezji Luleå (Luleå stift). Architektem budynku był Gustaf Wickman.
Kościół ma status zabytku sakralnego według rozdz. 4 Kulturminneslagen (pol. Prawo o pamiątkach kultury) ponieważ został wzniesiony do końca 1939 (3 §).
Kościół w Kirunie w przeprowadzonym w 2001 głosowaniu zyskał miano najpiękniejszego budynku w Szwecji.

## Historia

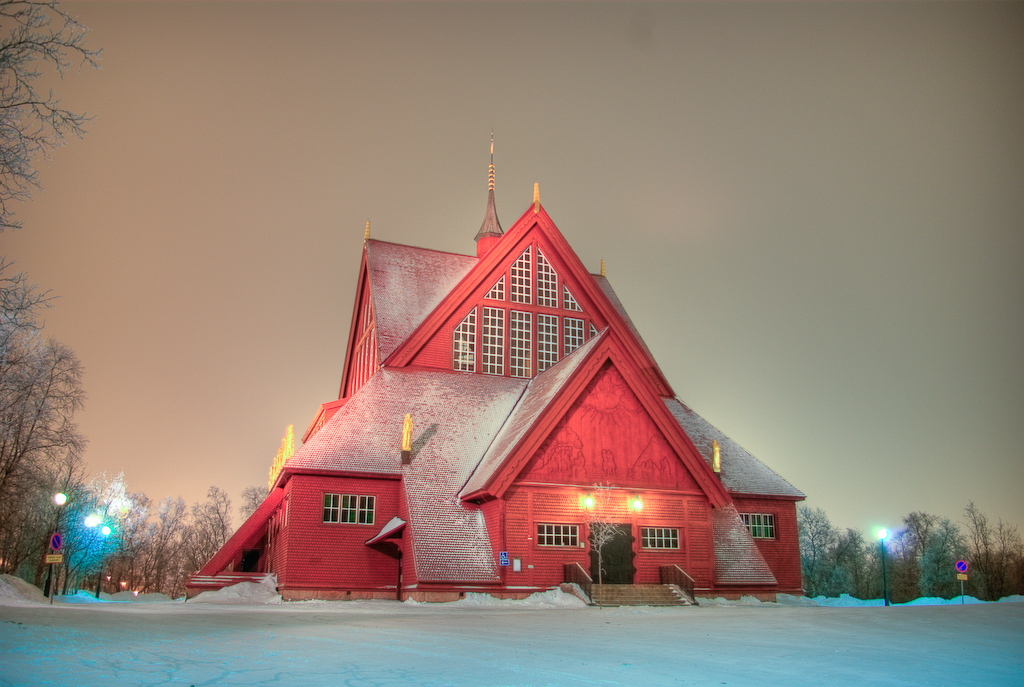
Kościół w Kirunie w zimowej szacie

Przed zbudowaniem stałego kościoła w Kirunie były tam jedynie tymczasowe budowle sakralne. Kościół parafialny znajdował się w Jukkasjärvi, 19 km od Kiruny. Pierwszą budowlą wykorzystywaną jako kościół był zbudowany w 1899 drewniany barak należący do Szwedzkich Kolei Państwowych. Od 1900 barak był wykorzystywany w niedziele do odprawiania nabożeństw przez Kościół Szwecji (oraz inne wspólnoty wyznaniowe) a w dni powszednie jako szkoła oraz jadalnia. Później (do 1906) korzystano z sali modlitw Kościoła Metodystów w Szwecji. Potrzeba wybudowania kościoła stawała się jednak coraz bardziej paląca. W 1901 dyrektor firmy LKAB zajmującej się eksploatacją rud żelaza w okolicach Kiruny i jeden z założycieli Kiruny, Hjalmar Lundbohm zaczął planować wybudowanie w mieście kościoła z prawdziwego zdarzenia. Zadanie to powierzył architektowi Gustafowi Wickmanowi, który przyjechał do Kiruny rok wcześniej.

Powinieneś zbudować kościół, który będzie [wyglądał] jak lapoński namiot.

Oprócz kościoła Wickman miał również zaprojektować wolnostojącą dzwonnicę, kaplicę grobową i budynek plebanii. Pierwsze plany powstały w 1903 i już wtedy kościół przybrał zasadniczo ten kształt, w którym został później wzniesiony.
Choć architekt czerpał pomysły i inspiracje z różnych źródeł: lapońskich namiotów (tzw. kåta), norweskich kościołów klepkowych, angielskiego gotyku i amerykańskiej architektury willowej, stworzył jednak własne, oryginalne dzieło.
Zmieniała się decyzja lokalizacji kościoła. Najpierw miał on być zbudowany w parku za dworcem kolejowym, ale ponieważ miasto zaczęło rozwijać się w innych kierunkach, postanowiono ostatecznie wybudować go 400 m na południowy wschód od pierwotnie zaplanowanego miejsca. Chciano przy tym, aby kościół był widoczny ponad miastem.
W 1907 powstała dzwonnica. Kościół wybudowano w latach 1909–1912. Budowniczym był majster budowlany Olof Edfastsson Nygren, a kierownikiem budowy – inż. Bengt Lundgren. W pracach budowlanych brali też udział projektant kościoła Gustaf Wickman i pomysłodawca Hjalmar Lundbohm. Prace malarskie wykonał miejscowy artysta Emanuel Östberg. Drewno na budowę sprowadzono m.in. z Rosji.
Powstał jedynie problem w jakim kolorze ma być pomalowany kościół. Dzwonnica została pomalowana na czerwono w oczekiwaniu na ostateczną decyzję. Hjalmar Lundbohm i rzeźbiarz Christian Eriksson testowali wspólnie kilka kolorów (biały, odcienie od żółtego do czerwonego, pomarańczowy) na dolnych partiach kościoła, ale żaden z nich nie spełniał ich oczekiwań. Gustaf Wickman chciał pomalować kościół tym samym kolorem co dzwonnicę, podczas gdy Christian Eriksson uważał, iż kościół należy powlec smołą. Ostatecznie postanowiono budowlę pomalować czerwonym pigmentem o nazwie faluröd, wytwarzanym jako produkt uboczny w kopalni w Falun i uważanym wtedy za tradycyjny szwedzki kolor narodowy.
8 grudnia 1912 biskup Olof Bergqvist w asyście ośmiu pastorów konsekrował kościół. Po ceremonii konsekracji wszyscy jej uczestnicy zostali zaproszeni na kawę i mogli zabrać do domu porcelanową filiżankę i spodek jako pamiątkę; rozdano łącznie trzy tysiące kompletów filiżanek ze spodkami.
23 maja 1913 zarząd firmy LKAB postanowił przekazać kościół wraz z rozciągającym się wokół niego parkiem jako dar dla parafii Jukkasjärvi. Stosowny akt darowizny podpisano 1 sierpnia 1913.

### Przeprowadzka kościoła
Ten artykuł dotyczy trwającego wydarzenia. Informacje w nim zamieszczone mogą się zmienić lub zdezaktualizować wraz z postępem zdarzenia, a początkowe doniesienia mogą być niepewne. Ostatnie zmiany tego artykułu mogą nie odzwierciedlać najbardziej aktualnych informacji.

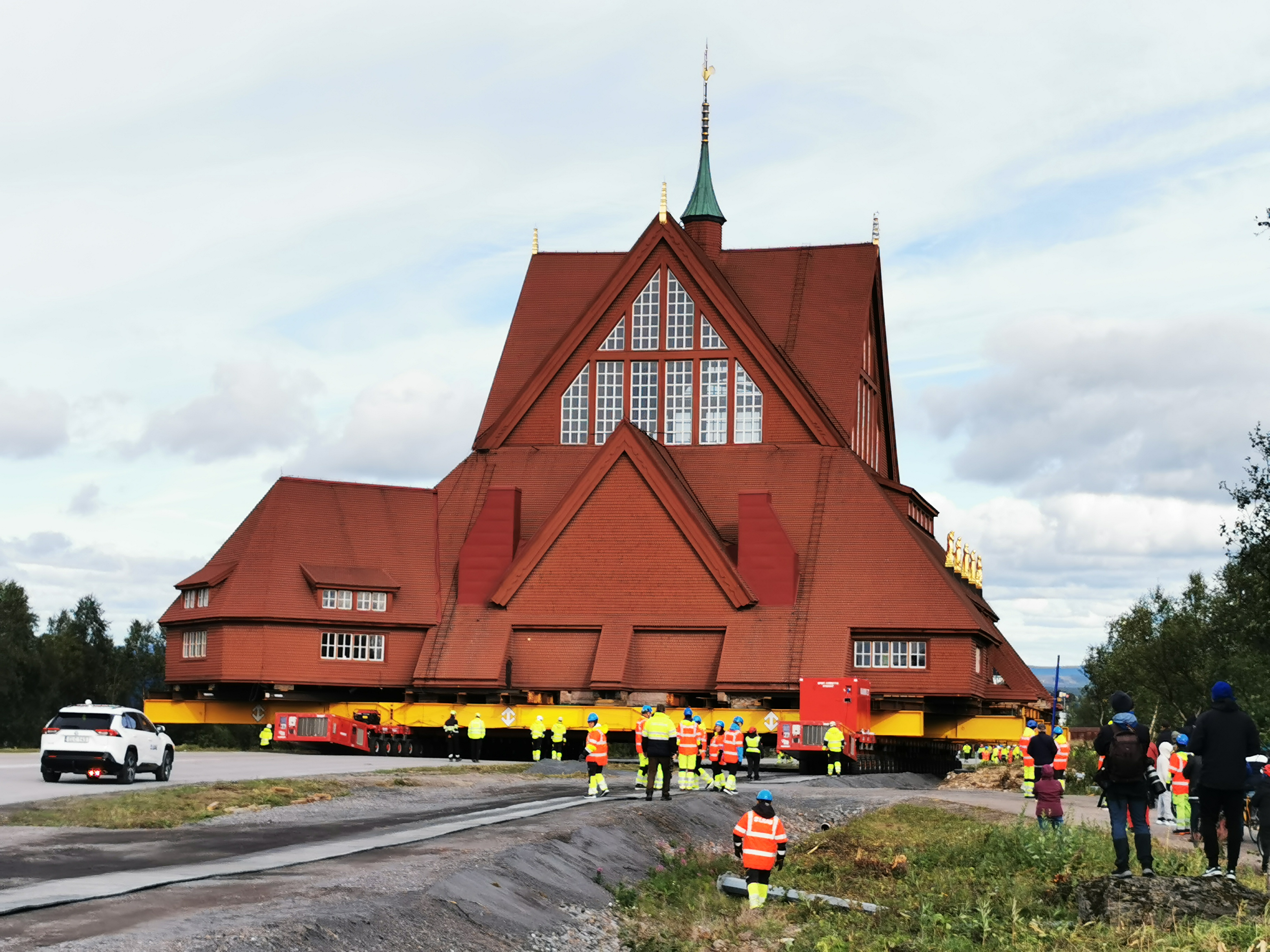
Kościół podczas transportu (2025-08-19)

W 2004 roku firmy górnicza LKAB, prowadząca eksploatację rudy żelaza pod miastem poinformowała o negatywnym wpływie wydobycia tejże na konstrukcję budynków w mieście. W 2007 roku przedstawiciele gminy Kiruna zdecydowali, że nowe centrum miasta („det nya Kiruna”), powinna zostać zbudowana w innym miejscu. Trzy i pół roku później plan przeprowadzki był gotowy. W lutym 2013 roku firma White Arkitekter, we współpracy z biurem architektonicznym Ghilardi + Hellsten Arkitekter, wygrała międzynarodowy konkurs na opracowanie 20-letniego planu rozwoju Kiruny, zakładającego stopniową relokację miasta do 2033 roku. Budowa pierwszego etapu rozpoczęła się w czerwcu 2014 roku. Projekt objął także przeniesienie kościoła na nowe miejsce. Przeprowadzka rozpoczęła się 19 sierpnia 2025 roku i ma potrwać do 20 sierpnia. Kościół, który ma około 40 metrów szerokości i waży 600 ton, zostanie załadowany na przyczepę i przewieziony w całości trasą o długości około 5 kilometrów i szerokości 24 metrów. Będzie on największym budynkiem przeniesionym w ramach transformacji miejskiej, trwającej od 2004 roku. Jego nowa lokalizacja będzie znajdować się pomiędzy cmentarzem a nowym centrum miasta. Przeniesionych zostanie również kilka obiektów kulturalnych, takich jak sala parafialna. Przeprowadzka kościoła stała się wydarzeniem. We wtorek rano (19 sierpnia) na trasie zgromadziły się tłumy, a dwaj przywódcy kościelni, biskup Diecezji Luleå Åsa Nyström i Lena Tjarnberg, wikariusz parafii, pobłogosławili budynek. Transmisje na żywo z transportu kościoła były realizowane przez szwedzkiego nadawcę publicznego SVT oraz na stronie internetowej LKAB. Na środę (20 sierpnia) zapowiedziano wizytę króla Karola XVI Gustawa. Władze miasta poinformowały, że kościół, który został zamknięty około roku przed przeprowadzką, zostanie ponownie otwarty dla wiernych pod koniec 2026 roku.

## Architektura

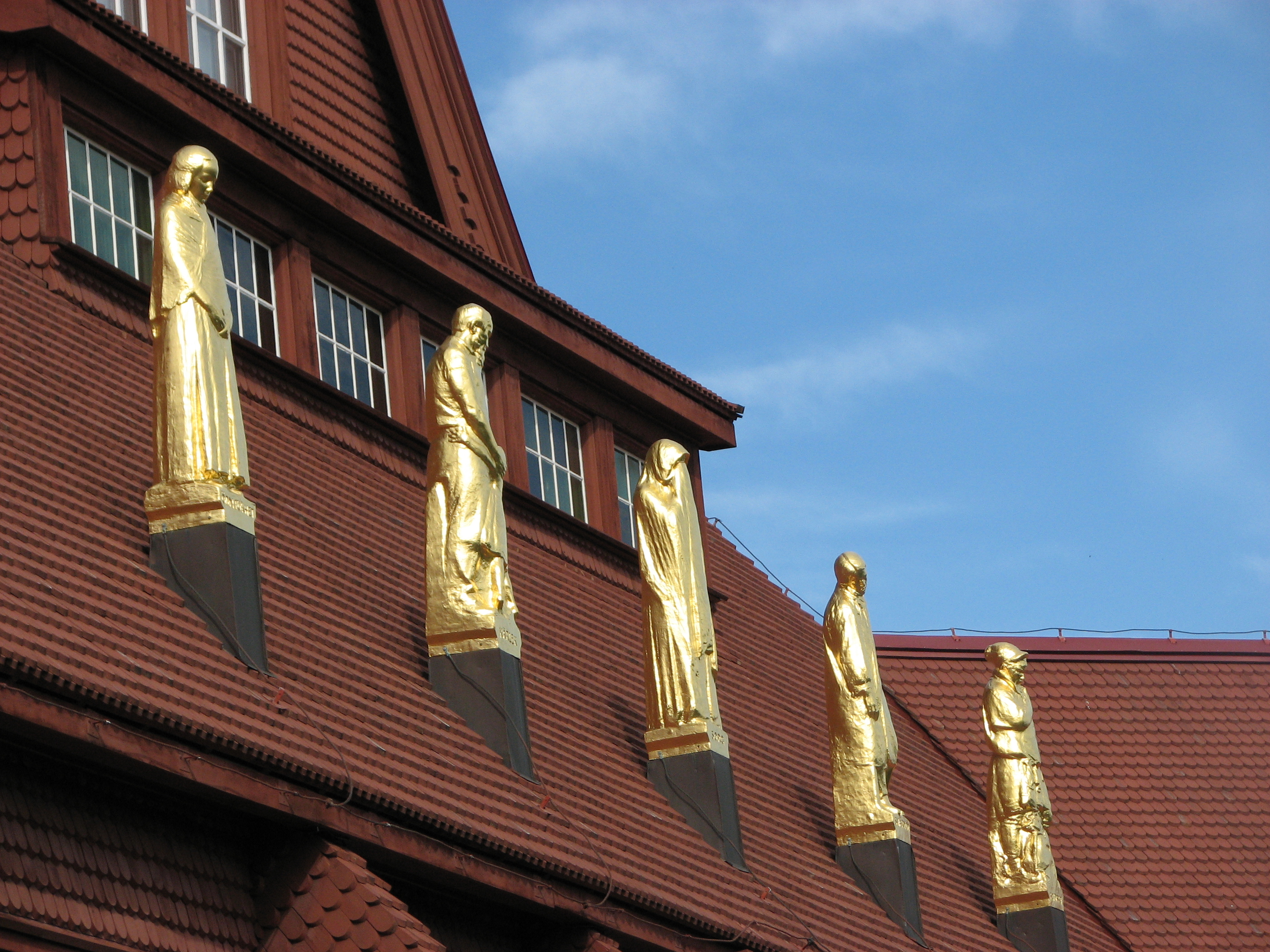
Pozłacane figury po południowej stronie: Pokora, Miłość, Smutek, Melancholia i Skupienie

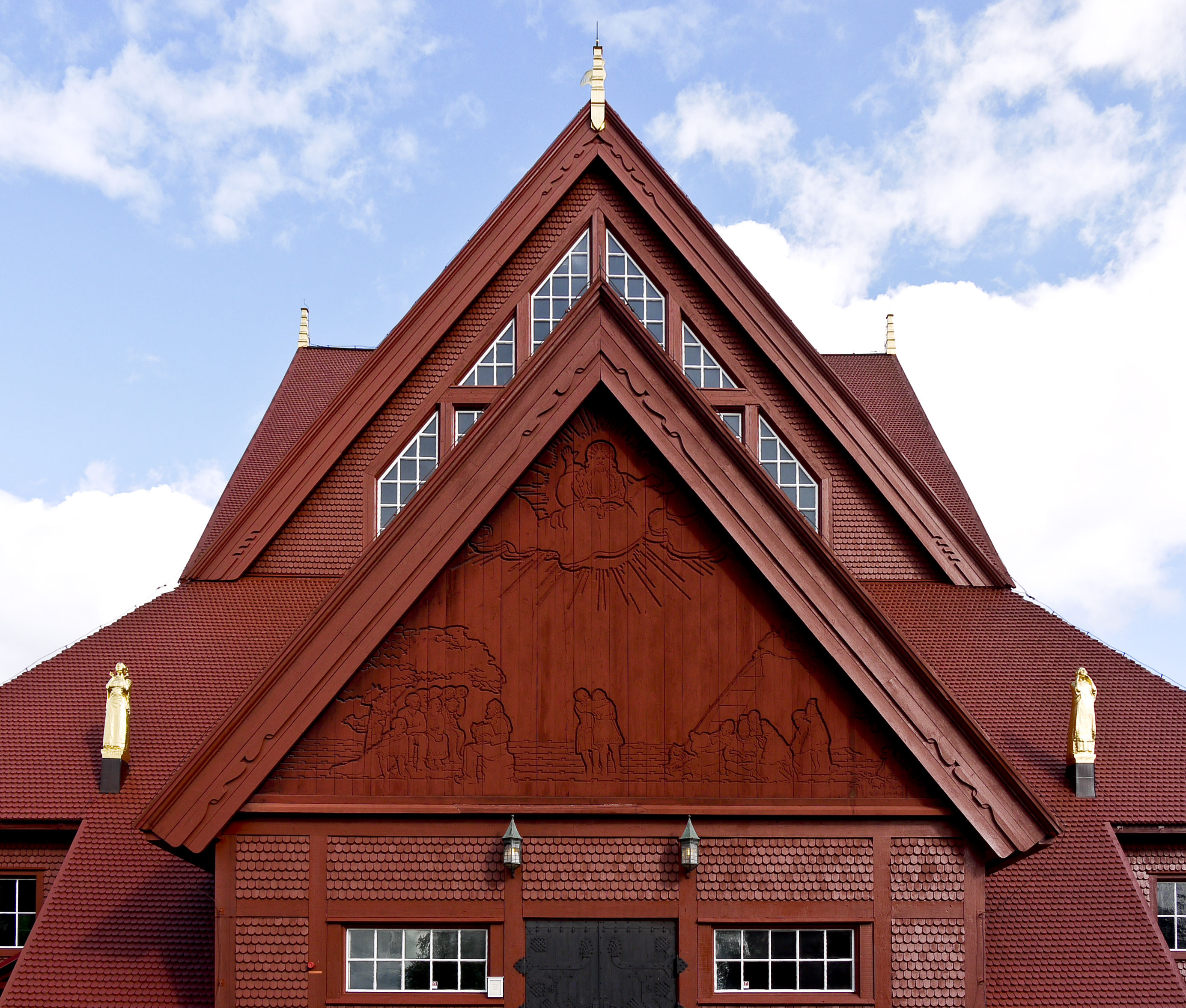
Dekoracyjny relief w szczycie zachodnim

Kościół jest położony w parku krajobrazowym, w którym rosną przeważnie brzozy omszone z domieszką jarzębiny. Park, nazywany również lasem kościelnym, otoczony jest niskim, kamiennym murem. Poza murem, na wschód od kościoła, znajduje się krematorium i należące do niego miejsce, w którym rozsypuje się prochy zmarłych.
Kościół w Kirunie, unikalne dzieło z początku XX w., należy do największych konstrukcji drewnianych Szwecji. Został zbudowany na kamiennej podmurówce na planie zbliżonym do kwadratu o boku 16 m, jako kościół na planie centralnym.
Bryłę kościoła otaczają niższe dobudówki: kruchta od zachodu, prosto zamknięte prezbiterium od wschodu, zakrystia od północy i sala parafialna od południa.
Konstrukcja dachu to płasko ścięty ostrosłup przykryty dwoma dachami dwuspadowymi przecinającymi się pod kątem prostym. Fasada i dach pokryte są pomalowanym na czerwono gontem, co stanowi ukłon w stronę szwedzkich kościołów drewnianych. Na przecięciu dachów wznosi się sygnaturka.
Na krawędziach dachu kościoła od strony północnej, zachodniej i południowej ustawiono 12 pozłacanych figur z brązu, wysokich na 2 m i ważących po 250 kg, wykonanych przez Christiana Erikssona. Pierwotnie miały to być figury 12 apostołów, ale później artysta zmienił zamiar i postanowił w figurach zawrzeć różne stany psychiczne człowieka, dając – dla ułatwienia – stosowne napisy na cokołach figur. Od strony północnej są to kolejno, patrząc od wschodu: Rozpacz, Nieśmiałość, Megalomania, Pobożność, Ufność, po stronie zachodniej Natchnienie i Zachwyt a po południowej: Pokora, Miłość, Smutek, Melancholia i Skupienie.
Ponad wejściem do kościoła Christian Eriksson wykonał również dekoracyjny relief zdobiący szczyt zachodni. Relief, będący darem przedsiębiorstwa Tuolluvaara Gruvaktiebolag, przedstawia u góry Boga w obłokach ze świetlistą glorią wokół głowy a poniżej: w prawym rogu – lapońskie dzieci uczące się przy namiocie, pośrodku – dwie osoby, podpierające jedna drugą i po lewej – wiernych słuchających kazania pod drzewem. Ciemne drzwi wejściowe są dziełem rzeźbiarza Ossiana Elgströma. Na potężnych, żelaznych okuciach widnieją ozdoby nawiązujące do symboliki religijnej, jak ryby i koguty.

## Wnętrze

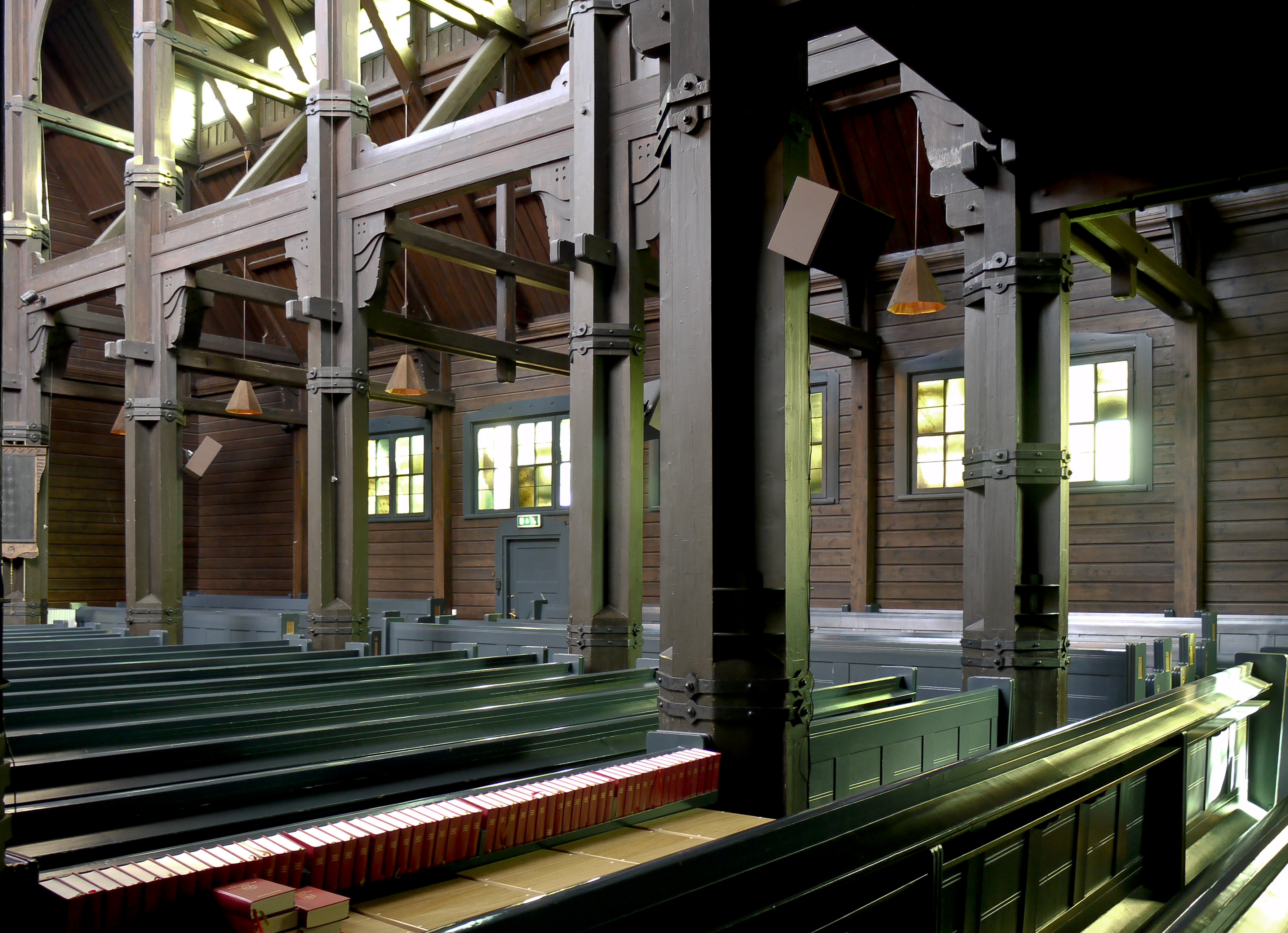
Konstrukcja nośna stropu kościoła

W czterech szczytach dachów umieszczono ogromne, trójkątne okna. Ich przeszklone powierzchnie sprawiają, że do wnętrza przedostaje się dużo światła.
W konstrukcji fantazyjnie uformowanych belek stropowych a nawet w sposobie, w jaki wpadające do środka promienie oświetlają mroczne ściany budowli widoczny jest wpływ architektury i sztuki dekoracyjnej lapońskich namiotów.

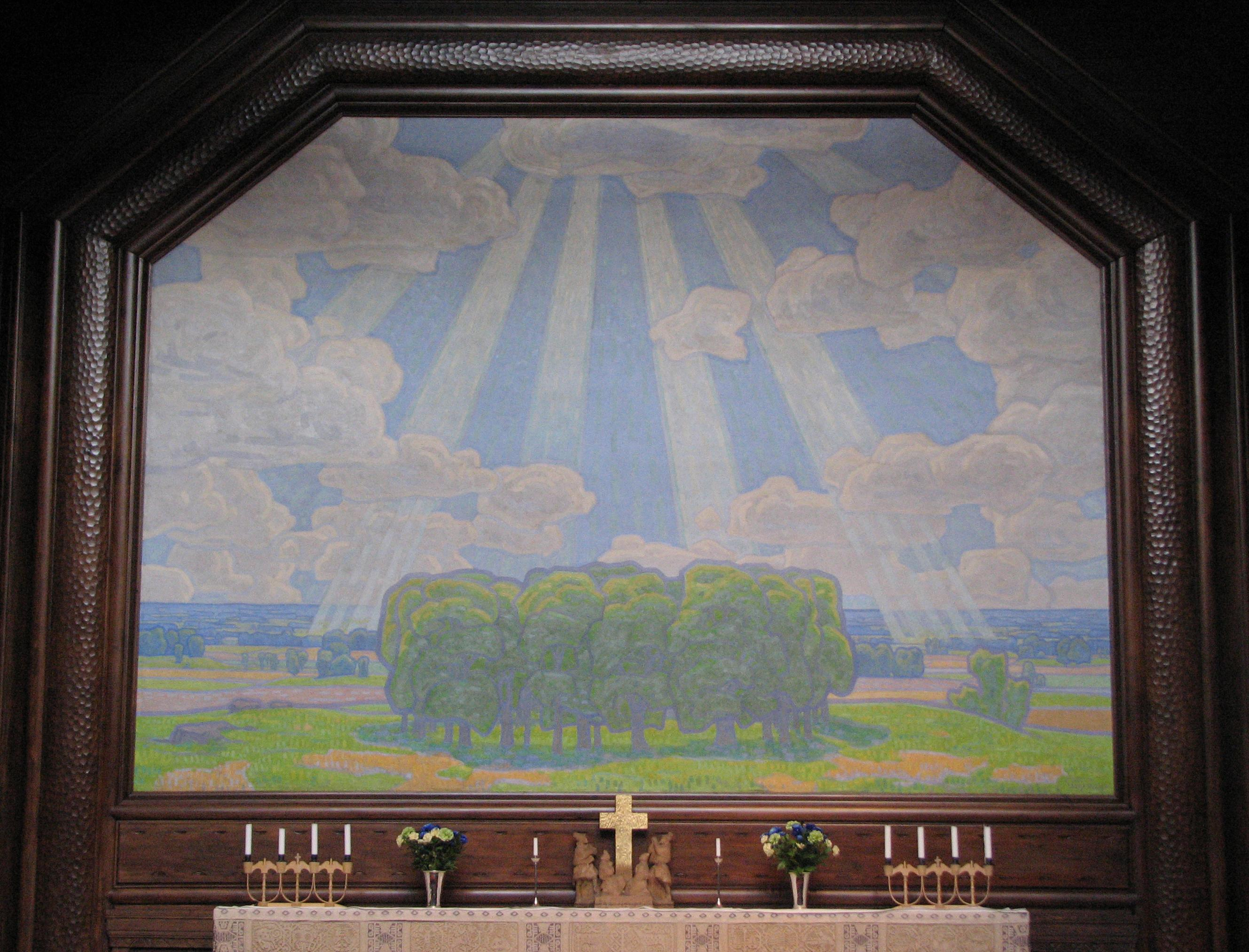
Obraz "Zielony zagajnik" w ołtarzu głównym

Posadzka świątyni jest wykonana z drewna. Wnętrze urządzono w stylu tzw. narodowego romantyzmu, podczas gdy w kompozycji ołtarza widoczne są wpływy secesji.
Prezbiterium wznosi się kilka stopni wyżej, niż reszta kościoła. W ołtarzu umieszczone jest obraz pędzla księcia Eugeniusza z 1912. Malowidło nazywa się "Den Heliga Lunden" ("Zielony zagajnik") i przedstawia spokojny krajobraz rozświetlony promieniami słońca przedzierającymi się przez chmury. Inspirację twórca zaczerpnął z pejzaży Toskanii. Dzieło wzbudza skupienie, chociaż nie ma religijnych odniesień. Przed ołtarzem stoi rzeźba dłuta Erikssona przedstawiająca czterech Lapończyków stojących wokół pozłacanego krzyża.
Wyposażenie kościoła pochodzi z okresu jego budowy, jedynie organy powstały w 1957 roku.

### Organy

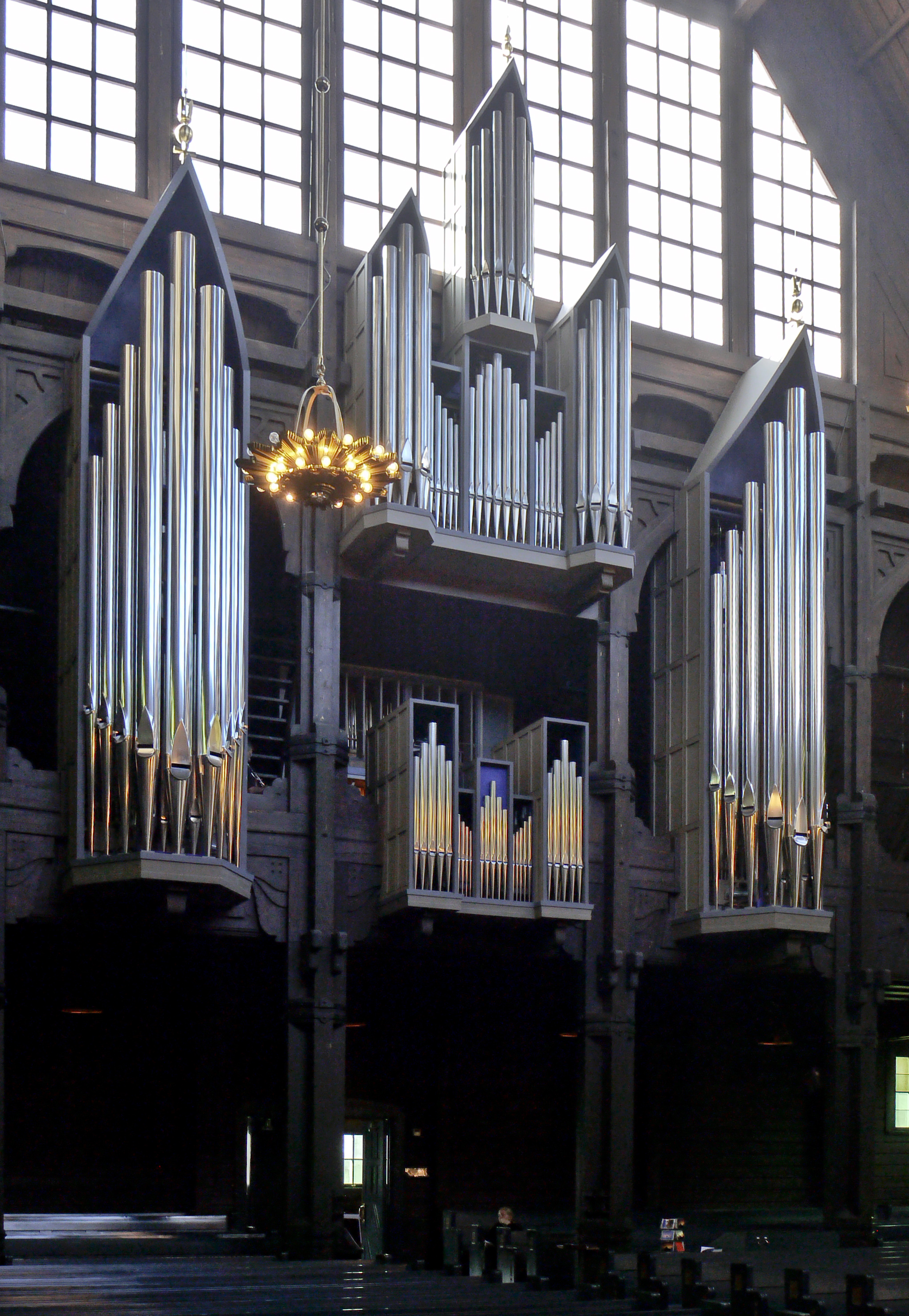
Organy

Organy zbudował w 1912 zakład organmistrzowski P. L. Åkerman & Lund.
W 1949 organy zostały odrestaurowane przez zakład organmistrzowski Grönlunds orgelbyggeri z Gammelstad. Ponieważ działały wadliwie, zakład zaproponował zbudowanie nowego instrumentu.
W latach 1955–1957 zakład organmistrzowski Rudolph von Beckerath z Hamburga zbudował nowe organy, odrestaurowane i przebudowane przez Grönlunds orgelbyggeri.
W latach 2006–2007 organy przeszły kolejną renowację pod kierunkiem Gerharda Grenzinga z Barcelony.
Organy mają następującą dyspozycję:
| Manual I Rückpositiv | Manual II Hauptwerk | Manual III Oberwerk | Manual IV Brustwerk                                                                                    | Pedal |
| Rohrflöte 8' Prinzipal 4' (fasada) Blockflöte 4' Scharf IV Gemshorn 2' Rückpositiv/Hauptwerk Spitzquint 11/3′ Sesquialter II Bärpfeife 8' Tremulant | Quintadena 16' Prinzipal 8' (fasada) Spielflöte 8' Oktave 4' Oberwerk/Hauptwerk Nachthorn 4' Quinte 22/3′ Oktave 2' Mixtur V Trompete 8' | Gemshorn 8' Ital. principal 4' Zimbel Waldflöte 2' Terz 13/5′ Sifflöte 1' Nasat 22/3′ Dulzian 16' Tremulant (nieoryginalny) | Holzgedackt 8' Rohrflöte 4' Prinzipal 2' Schwiegel 1' Scharf III Krumhorn 8' Tremulant (nieoryginalny) | Prinzipal 16' Subbass 16' Oktave 8' Pommer 8' Metallflöte 4' Rückpolitiv/Pedal Nachthorn 2' Mixtur VI Posaune 16' Trompete 8' Schalmei 4' Oberwerk/Pedal |

- wiatrownica zasuwowa
- mechaniczna traktura gry
- elektryczna traktura rejestrowa
- system równomiernie temperowany
- wolne kombinacje (8 razy 999 każda)

## Dzwonnica

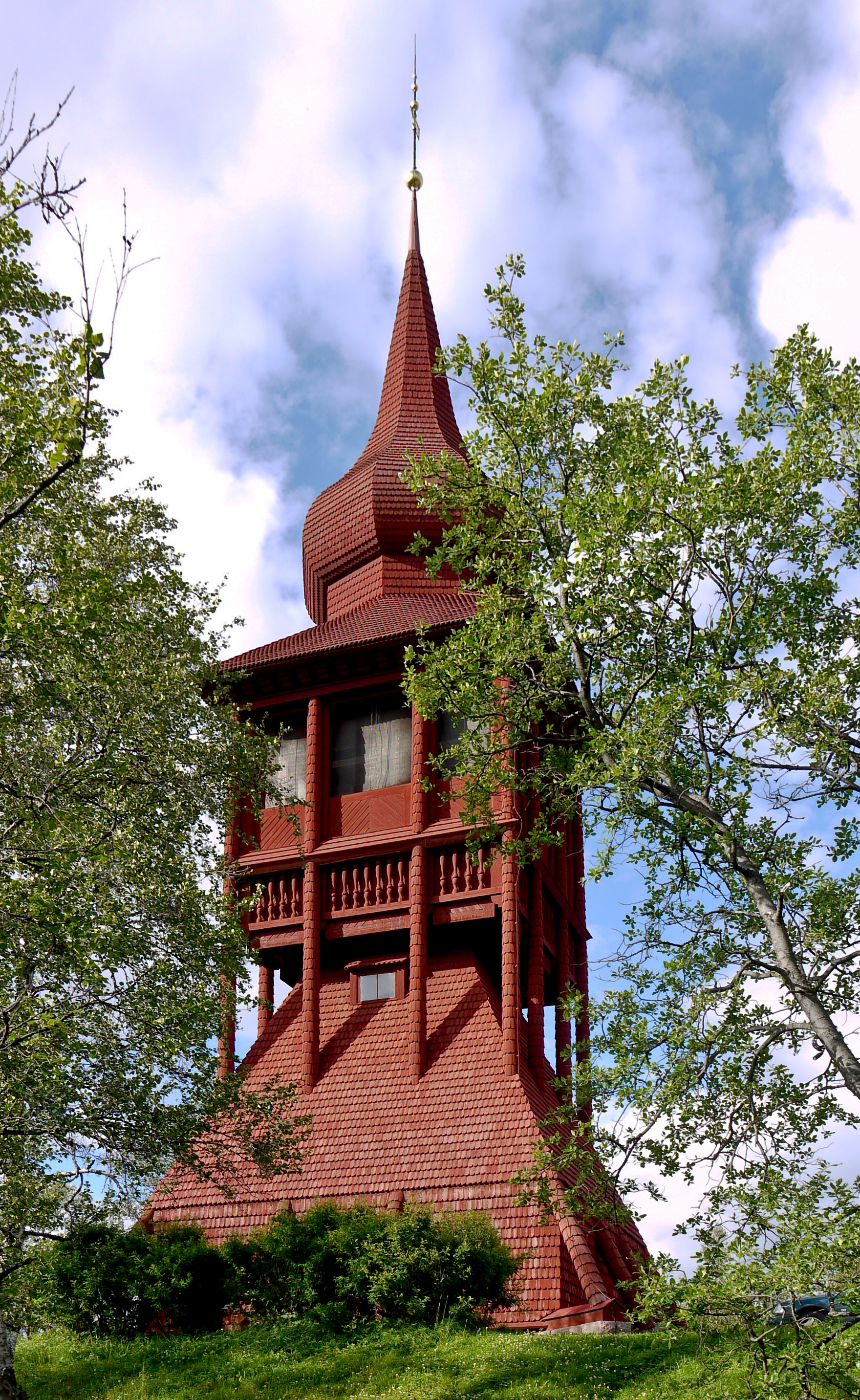
Drewniana dzwonnica

Wolnostojąca, drewniana dzwonnica powstała między 1906 a 1907, jeszcze przed wybudowaniem kościoła. Została poświęcona w Wielki Piątek 1907. Gustaf Wickman przedstawił wiele projektów dzwonnicy zanim wybrał ostateczny do realizacji. Dzwonnica ma wysokość 35 m i składa się z 3 kondygnacji: bazy, części mieszczącej dzwony i wieżyczki w kształcie kopuły.
Konstrukcja nośna podtrzymująca kondygnację z dzwonami składa się z dwunastu wysokich na ok. 20 m drewnianych słupów sprowadzonych z Rosji, znad Morza Białego poprzez port w Narwiku. W dzwonnicy zawieszone są dwa dzwony, różnej wielkości.

## Kaplica grobowa
Na cmentarzu kościelnym znajduje się kaplica grobowa z lat 1931–1933, zaprojektowana przez Gustafa Wickmana.

## Grób Hjalmara Lundbohma
W parku, na prawo od kościoła, pochowany został Hjalmar Lundbohm (zm. 4 kwietnia 1926). Nad grobem został w 1929 ustawiony pamiątkowy kamień z z jego płaskorzeźbą dłuta Christiana Erikssona i z inskrypcją Alberta Engströma.